# たいこめ
たいこめとは言葉遊びの一つ。ある文を後ろから逆に読み返ると、全く違う意味の通る文のこと。
「たいつりぶねにこめおしだるま（鯛釣り舟に米押し達磨）」の略で「たいこめ」。同文をひっくり返すと別の文章（下ネタ）が現れることから、略して「たいこめ」と呼ばれるようになった。1970年代、TBSラジオ『パックインミュージック』のパーソナリティだった山本コウタローの、番組内の一コーナーとしてはじまると、リスナーの投稿が殺到、たちどころに人気コーナーとなる。短いストーリーがあり、その「落ち」のような形で「たいこめ」が示される、というのが一般的な投稿スタイルだった。「米押しダルマ」「気さくなあの娘（こ）目をとじとじ」などの「名作」が生まれ、のちに「たいこめ辞典」として書籍化された。
ちなみに
「たいつりぶねに米押しダルマ」と一連のフレーズとして表記されることがあるが「たいつりぶねに～」と「米押しダルマ」は元々別作品である。
同様の言葉遊びに「雲雲崖にこんち旅無し（くもくもがけにこんちたびなし）」「飛べ飛べツチノコ（とべとべつちのこ）」といったものがあり、地方、時代によって様々なものが存在したことが窺える。